# Jack Betts
Jack Betts (ur. 11 kwietnia 1929 w Jersey City, zm. 19 czerwca 2025 w Los Osos) – amerykański aktor charakterystyczny, występujący zarówno w filmie i telewizji jak również w teatrze. Najbardziej znany jest z roli w kilku westernach Spaghetti, takich jak Sugar Colt (1966), a także za rolę w filmie Spider-Man (2002).

## Życie i kariera
Betts urodził się 11 kwietnia 1929 roku i wychował w Jersey City, w stanie New Jersey. Kiedy miał 10 lat, wraz z rodziną przeprowadził się do Miami na Florydzie. Brał udział w przesłuchaniach do konkursu talentów w WIOD. Ukończył Miami Senior High School i studiował na Uniwersytecie w Miami, gdzie studiował teatr. Betts rozpoczął karierę w 1953 roku w sztuce Ryszard III. Wcielił się w postać Chrisa Devlina w tajemniczym serialu CBS Checkmate (1960–1962). Od 1963 do 1965 wcielał się w postać doktora Kena Martina w General Hospital. Zagrał także pana Fishera, 80-letniego mężczyznę w One Life to Live w 1982 roku.
Wśród jego licznych występów telewizyjnych znalazły się cztery role w serialu dramatycznym CBS Perry Mason, w tym rola Berta Nickolsa w odcinku „The Case of the Impatiant Partner” z 1961 roku, Enosa Wattertona w odcinku „The Case of the Double Entry Mind” z 1962 roku, Ofiara morderstwa George'a Parsonsa w odcinku „The Case of the Wooden Nickels” z 1964 roku.
Betts był także autorem Screen Test: Take One, sztuki opowiadającej o operze mydlanej, która powstała na planie filmowym.
W 2002 roku Betts zagrał Henry'ego Balkana w filmie Sama Raimiego Spider-Man z 2002 roku, który był prawdopodobnie jego najbardziej znaną rolą filmową.
Betts zmarł we śnie 19 czerwca 2025 roku w swoim domu w Los Osos w Kalifornii w wieku 96 lat. O śmierci potwierdził jego bratanek.